# Niadaszawa 1
Niadaszawa 1 (biał. Нядашава 1; ros. Недашево 1, pol. hist. Niedaszewo) – wieś na Białorusi, w obwodzie mohylewskim, w rejonie mohylewskim, w sielsowiecie Padhorje.
W XIX w. majątek ziemski od 1873 będący własnością Kisłowskich. Posiadał on wówczas gorzelnię. Do 1917 położone było w Rosji, w guberni mohylewskiej, w powiecie czauskim. Następnie w granicach Związku Sowieckiego. Od 1991 w niepodległej Białorusi. Do 30 listopada 2016 siedziba władz sielsowietu Niadaszawa.